# Remulopygus coniferus
Remulopygus coniferus är en mångfotingart som först beskrevs av Carl Graf Attems.  Remulopygus coniferus ingår i släktet Remulopygus och familjen Harpagophoridae. Inga underarter finns listade i Catalogue of Life.